# Педро де Алкантара, принц од Грао Пара
Педро де Алкантара, принц од Грао Пара (порт. Pedro de Alcântara, Príncipe do Grão-Pará; Петрополис, 15. октобар 1875 — Петрополис, 29. јануар 1940) био јe син Исабел, принцезе од Бразила и принца Гастона од Орлеана, грофа од Еу, и као такав, рођен је као други по реду на царском трону Бразила, за време владавине свог деде, цара Педра II, до укидања царства. Отишао је у егзил у Европу са својом мајком када му је деда свргнут 1889. године, а одрастао је углавном у Француској, у породичном стану у Булоњ-сур-Сени и у очевом замку, Шато д'Еу у Нормандији. 
Педро де Алкантара је 1908. желео да се ожени грофицом Елизабетом Добрженски де Добржениц  (1875–1951) која, иако племкиња Краљевине Чешке, није припадала краљевској или владајућој династији. Иако устав Бразилске империје није захтевао да се династа равноправно венчава,  његова мајка је одлучила да брак неће важити династички за бразилско наследство,  и као резултат тога он се одрекао права на Бразила 30. октобра 1908.       

## Биографија
- Педро де Алкантара, принц од Грао Пара и Елизабета су се венчали 14. новембра 1908. у Версају у Француској и имали петоро деце.
- Принцеза Изабел од Орлеан-Браганса (1911–2003) удала се за Хенрија, грофа од Париза - бабу и деду принца Жана, војводе од Вандома (рођен 1965), садашњег орлеанистичког претендента на престо Француске.
- Принц Педро Гастао од Орлеанс-Брагансе (1913–2007) оженио се принцезом Маријом де ла Есперанцом од Бурбона-Две Сицилије - родитељима принцезе Марије да Глорије, војвоткиње од Сегорбеа, последње принцезе Југославије.
- Принцеза Марија Франсиска од Орлеанс-Брагансе (1914–1968) удала се за Дуартеа Нуноа, војводу од Брагансе - родитеља Дуартеа Пија, војводе од Брагансе, садашњег претендента на трон Португала.
- Принц Јоао Мариа од Орлеанс-Браганса (1916–2005) оженио се Фатимом Шерифом Цхирине (1923—1990), удовицом египатског принца Хасана Тоуссоуна .
- Принцеза Тереза од Орлеан-Брагансе (1919–2011) удала се за Ернеста Антонија Марију Марторела и Калдероа (1921—1985).

Након његове смрти, његов син принц Педро Гастао преузео је чело Петрополис огранка царске куће Бразила.